# Нисторешти (Горж)
Нисторешти (рум. Nistorești) насеље је у Румунији у округу Горж у општини Алимпешти. Oпштина се налази на надморској висини од 365 m.

## Становништво
Према подацима из 2002. године у насељу је живело 276 становника, од којих су сви румунске националности.